# Antoni Szwabowicz
Antoni Szwabowicz (ur. 1882 na Wileńszczyźnie, zm. 24 grudnia 1925 w Kuncewiczach) – polski rolnik, poseł na Sejm Litwy Środkowej i na Sejm Ustawodawczy w II RP.  

## Życiorys
Z zawodu był rolnikiem. W 1922 roku został wybrany posłem do Sejmu Litwy Środkowej w okręgu nr IV (Oszmiana). W Sejmie był członkiem klubu Rad Ludowych. Zgodnie z uchwałą Sejmu z 24 marca 1922 roku wszedł do Sejmu Ustawodawczego jako członek Delegacji Wileńskiej. Zmarł w Wigilię Bożego Narodzenia 1925 roku w Kuncewiczach. 